# Kopparfoting
Kopparfoting (Polyzonium germanicum) är en mångfotingart som beskrevs av Brandt 1837. Kopparfoting ingår i släktet Polyzonium och familjen koppardubbelfotingar. Arten är reproducerande i Sverige.

## Underarter
Arten delas in i följande underarter:
- P. g. atlanticum
- P. g. illyricum